# بلدة لونغ رابيدز (ميشيغان)
لونغ رابيدز (بالإنجليزية: Long Rapids Township, Michigan)‏ هي بلدة تقع بولاية ميشيغان في الولايات المتحدة. تبلغ مساحتها 141.6 (كم²)، وترتفع عن سطح البحر 216 م، بلغ عدد سكانها 1010 نسمة في عام تعداد الولايات المتحدة 2010 حسب إحصاء مكتب تعداد الولايات المتحدة وتصل الكثافة السكانية فيها 7.2 نسمة/كم2.

## وصلات خارجية
- www.longrapidstownship.org
- The US50 - Cities and Towns in Michigan State
- Michigan Cities and Towns, Facts, Map, Flag, Colleges, Government, and More